# Docteur Patch
Pour plus de détails, voir Fiche technique et Distribution.
Docteur Patch (Patch Adams) est une comédie dramatique américaine réalisée par Tom Shadyac et sortie en 1998. Il s'agit d'un film biographique sur le médecin Hunter « Patch » Adams et de son livre Gesundheit : Bonne santé, un remède par le rire.

## Synopsis
Au début des années 1970, Hunter « Patch » Adams est un étudiant en médecine surdoué mais excentrique qui, après une tentative de suicide et un séjour en hôpital psychiatrique, s'est découvert un don pour apporter du réconfort et de l'aide à ses semblables par le biais du rire. Il croit alors avec conviction en une approche révolutionnairement plus humaine et relationnelle de la médecine. Il développe avec deux collègues étudiants et amis un foyer humanitaire de soins qui aide des personnes ne trouvant pas le secours recherché auprès de la médecine.
Ses méthodes inhabituelles et déconcertantes dérangent les habitudes de son université et une partie de la hiérarchie qui tente à plusieurs reprises de l'exclure. Grâce à ses excellents résultats et aux nombreux soutiens obtenus (patients soulagés de l'hôpital, infirmières, quelques carabins et une partie conquise de la hiérarchie), il parvient finalement à terminer avec succès ses études et à transformer son foyer de soins en une véritable clinique basée sur ces principes révolutionnaires. Cette méthode rencontre par la suite un développement et un succès croissants.

## Fiche technique
- Titre original et québécois : Patch Adams
- Titre français : Docteur Patch
- Réalisation : Tom Shadyac
- Scénario : Steve Oedekerk, d'après le livre Gesundheit : Bonne santé, un remède par le rire de Patch Adams et Maureen Mylander
- Musique : Marc Shaiman
- Photographie : Phedon Papamichael
- Sociétés de production : Blue Wolf, Bungalow 78 Productions et Farrell/Minoff
- Distribution : Universal Pictures
- Pays de production :  États-Unis
- Langue originale : anglais
- Genre : comédie dramatique et biographique
- Durée : 115 minutes
- Dates de sortie : 
  - États-Unis : 25 décembre 1998
  - France : 7 avril 1999
- Dates de sortie DVD :
  - France : 3 décembre 1999

## Distribution
- Robin Williams (VF : Michel Papineschi) : Dr Hunter « Patch » Adams
- Monica Potter (VF : Nathalie Spitzer) : Carin Fisher
- Philip Seymour Hoffman (VF : Sylvain Lemarié) : Mitch
- Bob Gunton (VF : François Jaubert) : Dr Walcott
- Harve Presnell (VF : Bernard Tixier) : Dean Anderson
- Michael Jeter (VF : Jacques Bouanich) : Rudy
- Peter Coyote (VF : Bernard Tiphaine) : Bill Davis
- Alan Tudyk (VF : Patrice Dozier) : Everton
- Daniel London (VF : Thierry Wermuth) : Truman
- Frances Lee McCain : Judy
- Irma P. Hall : Joletta
- Josef Sommer (VF : Raymond Baillet) : Dr Eaton
- Harold Gould (VF : Patrick Messe) : Arthur Mendelson
- Dot-Marie Jones : Miss Meat (Miss viande)
- Barry Shabaka Henley (VF : Christian Visine) : Emmet
- Richard Kiley : Dr Titan
- Ryan Hurst : Neil
- Douglas Roberts (VF : Mathieu Rivolier) : Lawrence "Larry" Silver
- Norman Alden : Truck Driver
- James Greene : Bile
- Greg Sestero : Jaime
- Harry Groener (VF : Jean-Claude Robbe) : Dr Prack

## Production
Le tournage a eu lieu en Californie (San Francisco, Piedmont, Saint Helena, Vallejo, Point Richmond, université de Californie à Berkeley), et en Caroline du Nord (Asheville, université de Caroline du Nord, Chapel Hill).

## Accueil
Le véritable Patch Adams n'a pas apprécié le film ainsi que les conséquences de la célébrité que le long métrage a engendré : « Après le film, il n’y a pas eu un seul article positif sur notre travail ou sur moi. Il y avait des choses débiles, stupides, sans aucun sens… Ça faisait pleurer mes enfants. [...] Je savais que le film ferait ça. Je deviendrais un drôle de docteur. Imaginez à quel point c’est superficiel par rapport à qui je suis. » Il a déclaré : « Je déteste ce film ».
Après la mort de Robin Williams, il le remerciera tout de même pour l'avoir incarné.

## Autour du film
- Le film est un succès au box-office, rapportant 202 millions de dollars pour un budget de 90 millions.
- Le film est nommé pour l'Oscar de la meilleure musique originale (composée par Marc Shaiman).
- Robin Williams, qui avait déjà joué un rôle de médecin dans L'Éveil (1990), est nommé pour le Golden Globe du meilleur acteur dans un film musical ou une comédie pour son interprétation de Patch Adams à la cérémonie de 1999.
- Comme dans Le Cercle des poètes disparus, Robin Williams fait référence à Walt Whitman : Patch Adams cite approximativement le début de Song of the open road (en) à Carin (« À pied le cœur léger, ainsi je vais par les sentiers, vaste et libre est le monde ») après avoir mentionné que Whitman « fut infirmier durant la guerre de Sécession ».